# Stucco veneziano
Lo stucco veneziano è una tecnica di rifinitura che usa strati di stucco applicati con una spatola, per rendere su una superficie liscia l'effetto del rilievo.

## Descrizione
Numerosi sono i nomi che identificano questo prodotto: calce rasata, rasatura, grassello di calce, stucco veneziano e stucco a calce. Alla base il prodotto è sempre lo stesso. 
Ottenuto dalla miscela di grassello di calce, miscela di calce aerea e acqua, con una polvere impalpabile di marmo, è un prodotto che permette di ottenere una finitura gradevole e pregiata, tipica della storia veneziana e delle ville venete.
L'effetto liscio e lucido si ottiene stendendo dalle due alle tre mani di prodotto di intonaco a calce fine o su marmorino. La pasta stesa e lisciata con la spatola permette alla polvere di marmo di penetrare nella massa di calce, in modo tale che più viene schiacciata più la finitura ottenuta diventi lucida.

## Impieghi
Lo stucco veniva applicato sia alle parti orizzontali dell'edificio veneto, per realizzare pavimenti sovrapposti a leggeri solai in legno, sia per rifinire muri divisori formati da scorsoni cantinelle in legno, rivestite da un "greggio" di mattoni o tegole macinati, granito di marmo e calce dolce spenta.